# Pedicularis stewartii
Pedicularis stewartii är en snyltrotsväxtart som beskrevs av Francis Whittier Pennell. Pedicularis stewartii ingår i släktet spiror, och familjen snyltrotsväxter. Inga underarter finns listade i Catalogue of Life.